# New Woman

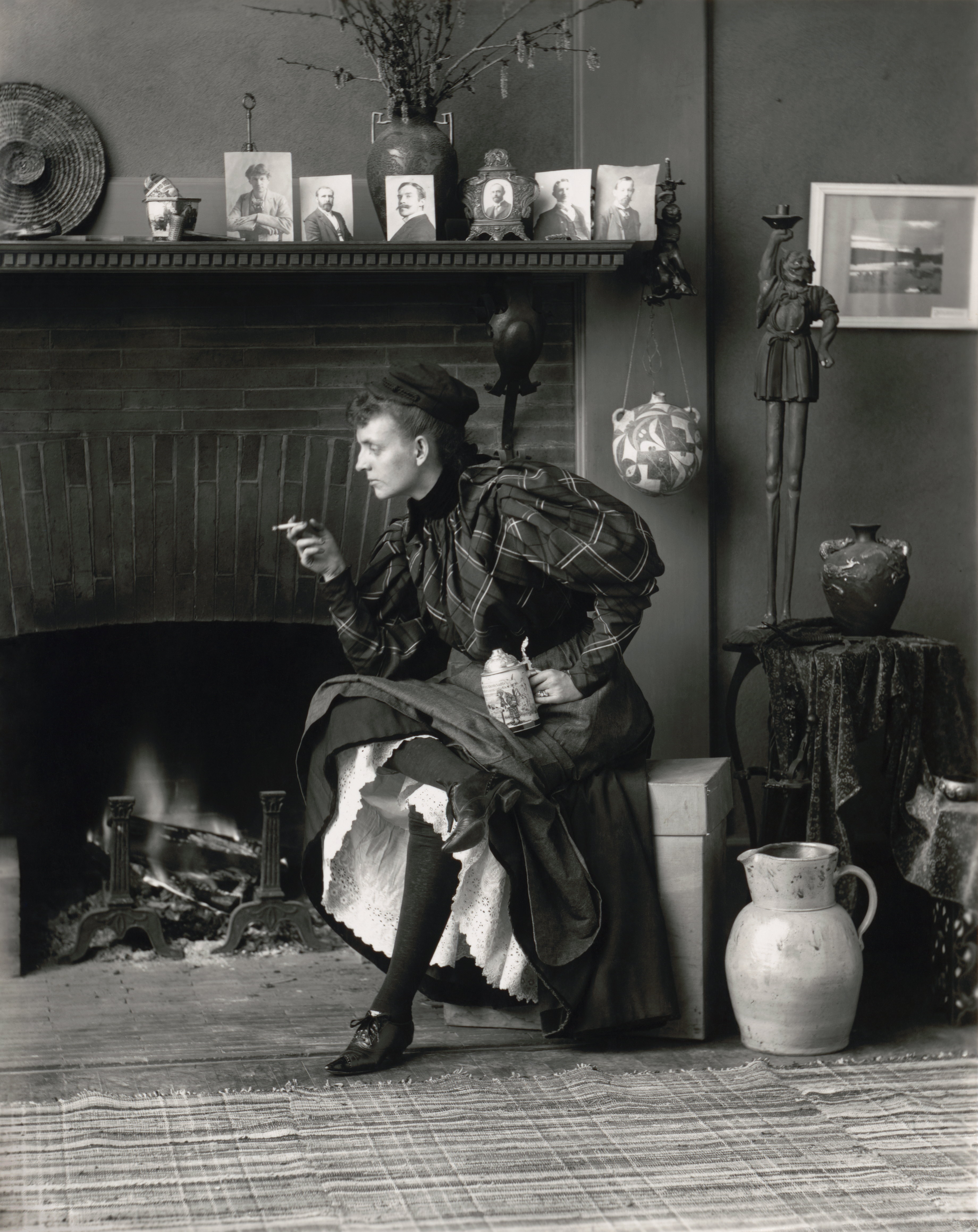
Autoportrait de Frances Benjamin Johnston (en tant que New Woman) dans son studio de Washington DC (1896).

New Woman (La Nouvelle Femme) est un mouvement féministe intellectuel et artistique, également associé à la Première vague féministe, trouvant son origine à la fin du XIXe siècle et qui a profondément influencé le féminisme jusque dans les années 1920. Le terme New Woman a été inventée par l'auteure féministe irlandaise Sarah Grand dans son article Le nouvel aspect de la question de la femme, publié dans North American Review en mars 1894.
Le terme a été davantage popularisé par l'écrivain anglo-américain Henry James, pour décrire la croissance du nombre de femmes féministes, éduquées et indépendantes en Europe et aux États-Unis.
L'indépendance n'était pas simplement une question d'esprit, elle impliquait aussi des changements physiques dans l'activité et l'habillement, telles que le vélo ou la conduite qui augmentaient la capacité des femmes à s'engager dans un monde plus large et plus actif. Le mouvement New Woman a repoussé les limites imposées par la société dominée par les hommes, en particulier celle décrite par le Norvégien Henrik Ibsen (1828-1906).

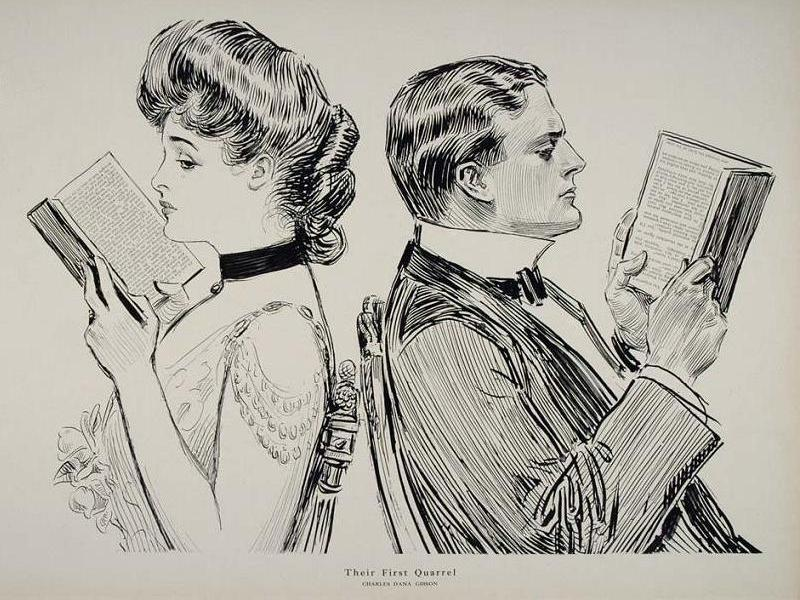
Their First Quarrel de Charles Dana Gibson (1914).

## Étude des rôles sociaux
Selon l'historienne Ruth Bordin : « Le terme New Woman visait à caractériser les expatriées américaines vivant en Europe. Des femmes d’influence et de sensibilité qui, malgré ou peut-être à cause de leur richesse, manifestaient un esprit indépendant et étaient habituées à agir seules. Le terme New Woman désignait toujours les femmes qui exerçaient un contrôle sur leur vie personnelle, sociale ou économique. ». New Woman est également le surnom donnée à Ella Hepworth Dixon, l'auteure anglaise du roman L'Histoire d'une Femme Moderne (The Story of a Modern Woman), édité en 1894,.

### Éducation post-secondaire et carrière professionnelle
Bien que la New Woman devienne une participante plus active dans la vie en tant que membre de la société et de la main-d'œuvre, elle affirme le plus souvent son autonomie dans les sphères domestique et privée de la littérature, du théâtre ou autres disciplines artistiques.
Au XIXe siècle, les mouvements des suffragettes dans la lutte pour les droits démocratiques des femmes, ont été l'influence la plus importante de la New Woman. Les possibilités d'éducation et d'emploi augmentent alors pour les femmes, les pays occidentaux devenant plus urbains et industrialisés. La main-d'œuvre des cols roses a permis aux femmes de s'implanter dans le monde des affaires et des institutions. En 1870, les femmes ne représentaient que 6,4 % de la main-d'œuvre non-agricole aux États-Unis. Cette proportion est passée à 10 % en 1900, puis à 13,3 % en 1920,.

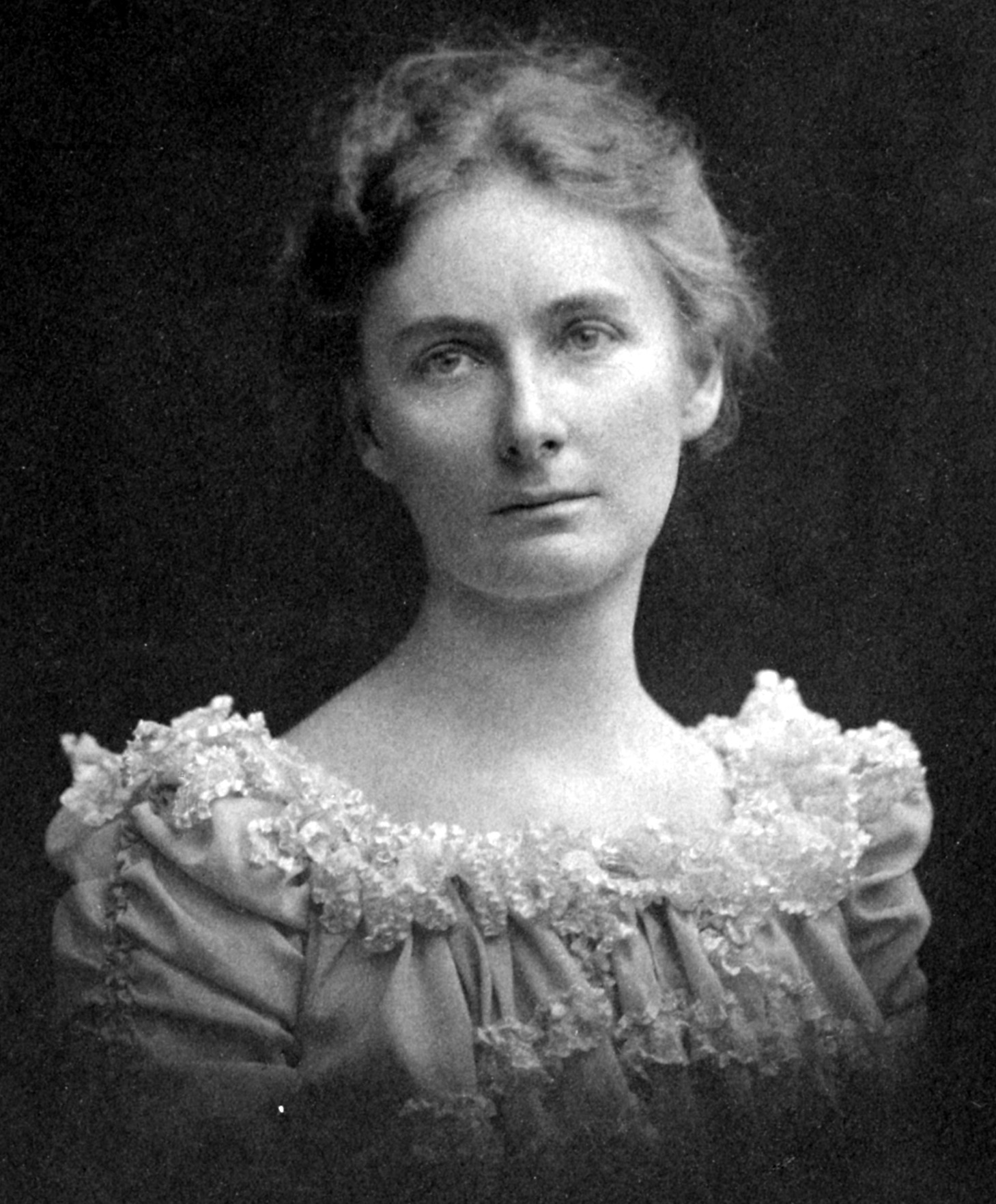
La géologue Florence Bascom est un exemple de New woman. En 1893, elle est la première femme à obtenir un doctorat de l'Université Johns Hopkins et devient en 1894, la première femme élue à la Société géologique d'Amérique.

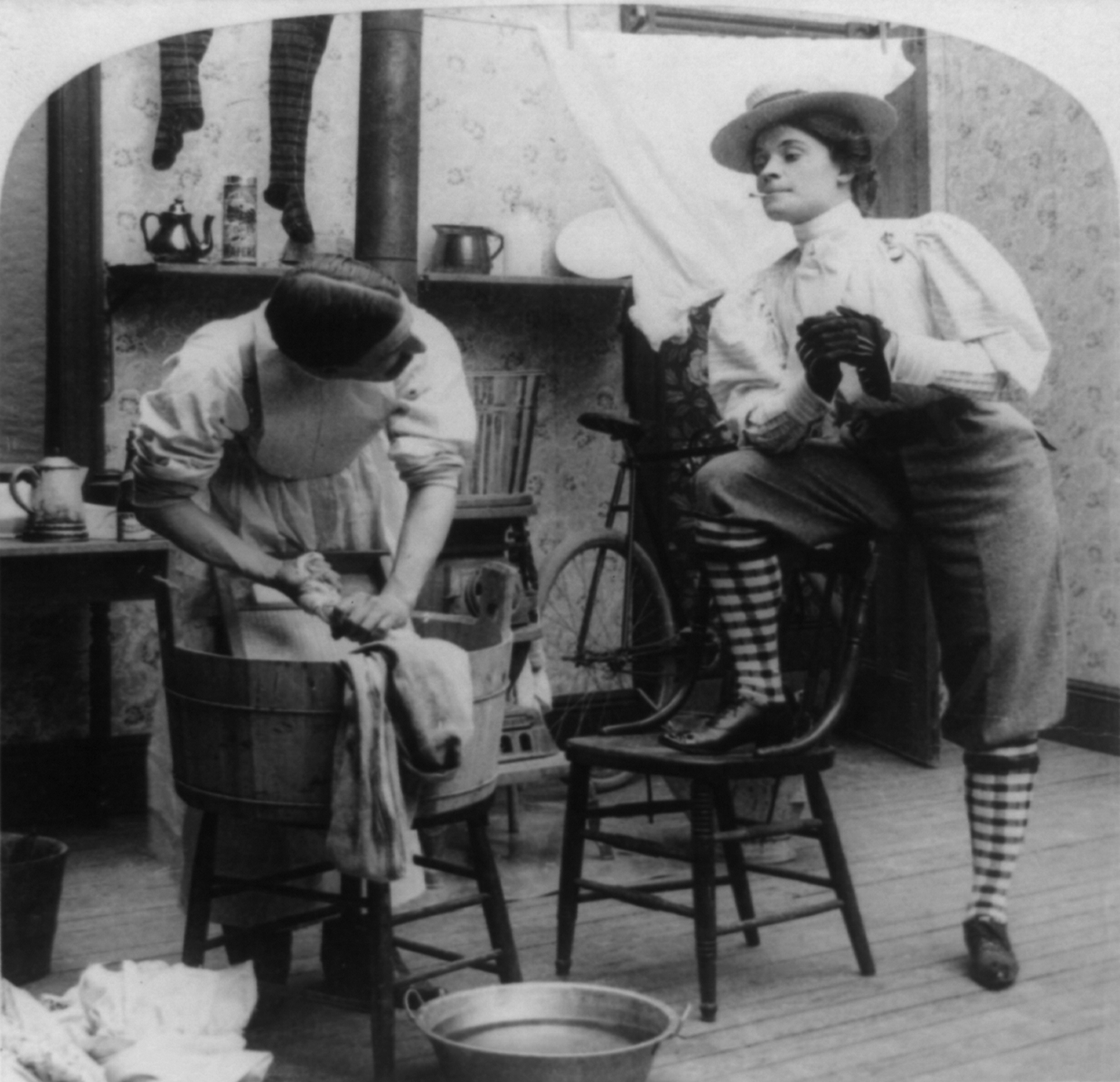
Photo satirique de 1902, accompagnée de la légende "New Woman-Wash Day".

Davantage de femmes gagnent le droit d'entrer à l'université ou au collège. Certaines obtiennent une formation professionnelle et deviennent avocates, médecins, journalistes ou professeures, souvent en intégrant des écoles féminines prestigieuses telles que les écoles Seven Sisters, Barnard College, Bryn Mawr College, Holyoke, Radcliffe College, Smith College, Vassar College et Wellesley College. La New Woman aux États-Unis participe à l'éducation post-secondaire en plus grand nombre dès le début du XXe siècle. Alice Freeman Palmer devient la première femme présidente du Wellesley College en 1881.
La New Woman est le résultat de la légitimité croissante de l'éducation post-secondaire et de l'emploi pour les femmes appartenant aux couches supérieures privilégiées de la société. Au début du XXe siècle, moins de 10% des personnes aux États-Unis disposaient d'une éducation post-secondaire,.

### Sexualité et attentes sociales
L'autonomie était un objectif radical pour les femmes à la fin du XIXe siècle. Historiquement, les femmes sont à cette période toujours légalement et économiquement dépendantes de leur mari, de leurs parents masculins ou de leurs institutions sociales et caritatives. L'émergence d'opportunités d'éducation et de carrière, ainsi que de nouveaux droits légaux à la propriété (mais pas encore le vote), signifient leur entrée dans une nouvelle position de liberté et de choix. La New woman accorde une grande importance à son autonomie sexuelle, mais cela reste difficile à mettre en pratique, car la société exprime encore une forte désapprobation à toute forme d'indépendance féminine. Pour les femmes de l'époque victorienne, toute activité sexuelle en dehors du mariage était jugée immorale.
Les changements apportés à la loi sur le divorce à la fin du XIXe siècle ont donné naissance à une nouvelle femme susceptible de conserver son indépendance économique intacte à la suite d'une séparation. Un nombre croissant de femmes divorcées se remarient. Maintenir la respectabilité sociale tout en exerçant des droits légaux encore jugés immoraux par beaucoup était un défi pour la New woman comme en témoigne la professeure Catherine Lavender dans Notes on The New Woman.
Certaines admiratrices du mouvement New Woman ont trouvé la liberté de s'engager dans des relations lesbiennes en intégrant des groupes de femmes. Pour certaines d'entre eux : « Aimer les autres femmes est devenu un moyen d'échapper à ce qu'elles considéraient comme les probabilités de domination masculine inhérentes à une relation hétérosexuelle. »

## Littérature

The Reason Dinner Was Late de Charles Dana Gibson (1912), Division des photographies et estampes, Bibliothèque du Congrès.

Les discussions littéraires sur le potentiel grandissant des femmes dans la société anglaise remontent à Belinda (1801) de Maria Edgeworth et à Aurora Leigh (1856) d'Elizabeth Barrett Browning, qui explorent la détresse d'une femme entre le mariage conventionnel et la possibilité radicale de devenir une artiste indépendante. Dans le théâtre, la fin du XIXe siècle est marquée par des pièces telles que A Doll's House (1879) et Hedda Gabler (1890) du dramaturge norvégien Henrik Ibsen, The Case of Rebellious Susan (1894) d'Henry Arthur Jones et les controversées Mrs. Warren's Profession (1893) et Candida (1898) du dramaturge irlandais George Bernard Shaw.
L'écrivain Henry James a popularisé le terme New Woman grâce aux héroïnes de ses romans, comme Daisy Miller dans la nouvelle Daisy Miller (1878) et Isabel Archer dans Portrait of a Lady (1880-81).
Le classique Dracula de Bram Stoker fait mention importante de la New Woman dans ses pages. Les deux personnages féminins principaux discutant des rôles changeants des femmes et de la New woman en particulier. Mina Harker incarne plusieurs caractéristiques de la New woman, employant des techniques telles que la dactylographie et le raisonnement déductif pour amuser les personnages masculins plus âgés. Lucy Westrenra se demande elle, si la New Woman pourrait épouser plusieurs hommes à la fois. Les analyses féministes du roman Dracula considèrent l'anxiété masculine au sujet de la question de la femme et de la sexualité féminine comme un élément central du livre.
Dans la fiction, les auteurs inspirés par le mouvement New Woman inclus Olive Schreiner, Annie-Sophie Cory, Sarah Grand, Mona Caird, George Egerton et Ella D'Arcy. Anna Lombard (1901) de Victoria Cross, The Story of a Modern Woman  (1894) d'Ella Hepworth Dixon et Ann Veronica (1909) de H. G. Wells, The Awakening (1899) de Kate Chopin sont quelques exemples de la littérature dite de la New woman.

## Art
Les femmes artistes deviennent membres d'entreprises professionnelles, y compris dans la création de leurs propres associations artistiques,. Dans The Reason Dinner was Late, l'artiste américain Charles Dana Gibson dessine sa vision de la New Woman, « un portrait sympathique de l'aspiration artistique de la part des jeunes femmes »,. À la fin du XIXe siècle et au début du XXe siècle, près de 88 % des abonnés de plus de 11 000 magazines et périodiques étaient des femmes. Alors que celles-ci entraient davantage dans la communauté des artistes, les éditeurs les recrutaient pour créer des illustrations représentant le monde à travers un regard féminin. Parmi les illustratrices de cette période se distinguent Jennie Augusta Brownscombe, Jessie Wilcox Smith, Rose O'Neill, Elizabeth Shippen Green, Violet Oakley et Alice Barber Stephens. 
Les femmes artistes émergentes composent des œuvres avec une perspective différente de celle des hommes. Anna Lea Merritt (1844-1930) s'approprie le symbolisme floral féminin utilisé par des artistes masculins comme Charles Courtney Curran et Robert Reid. L'image de la féminité apparaît dans les représentations florales de la passivité, de l'ornementation et de la pureté sexuelle afin de contester les concepts limités de la féminité. Ce genre de peintures florales-féminines privilégiées à l'époque, a longtemps été ignoré par la société conservatrice et les spécialistes de l'art américain,.
Emma Lampert Cooper (1855-1920) fut l'une des premières artistes femme à devenir peintre paysagiste et figure académique à succès après avoir débuté comme illustratrice de livres pour enfants et peintre de miniatures et de compositions florales.

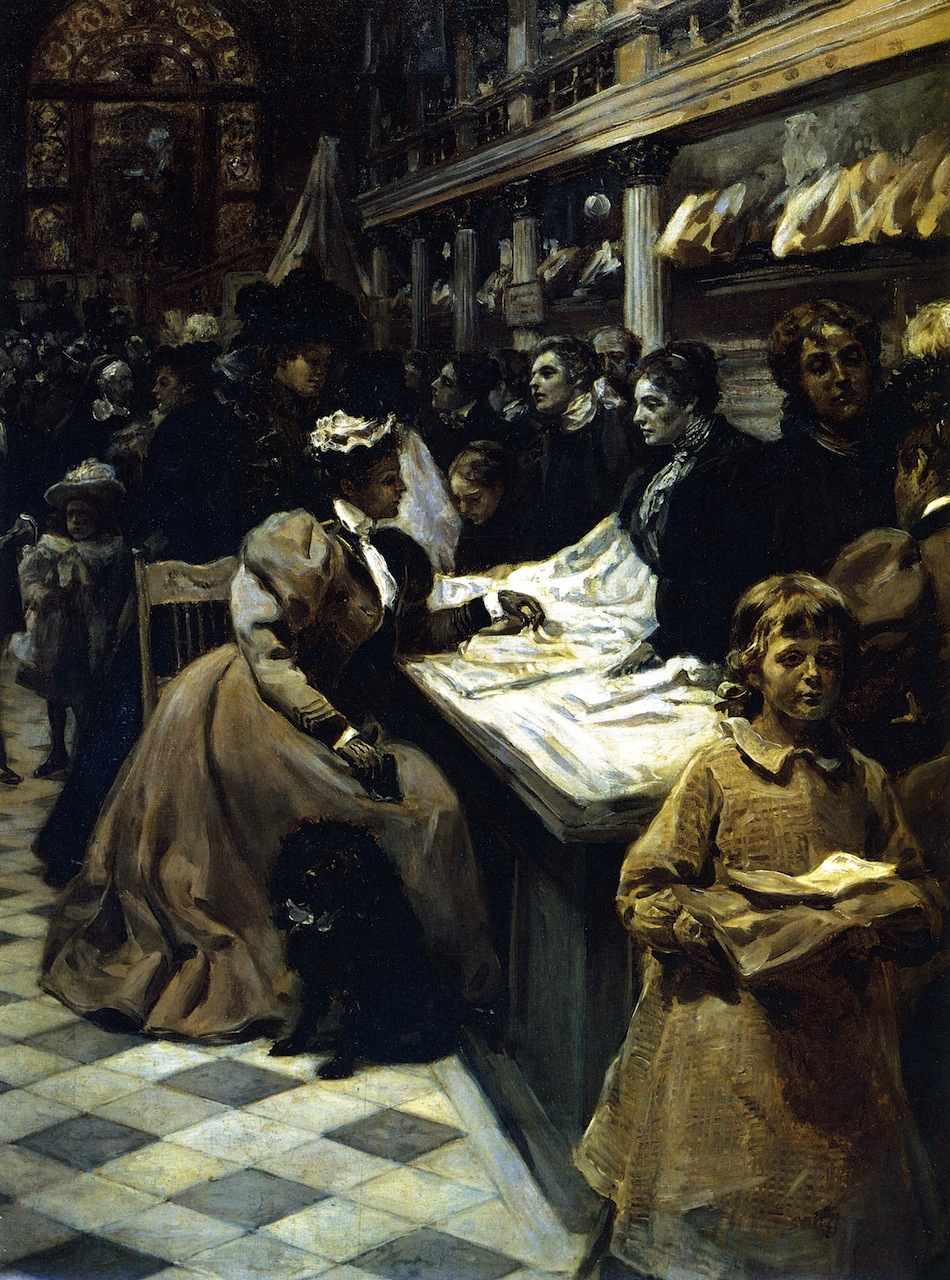
The Women in Business, tableau d'Alice Barber Stephens (1897).
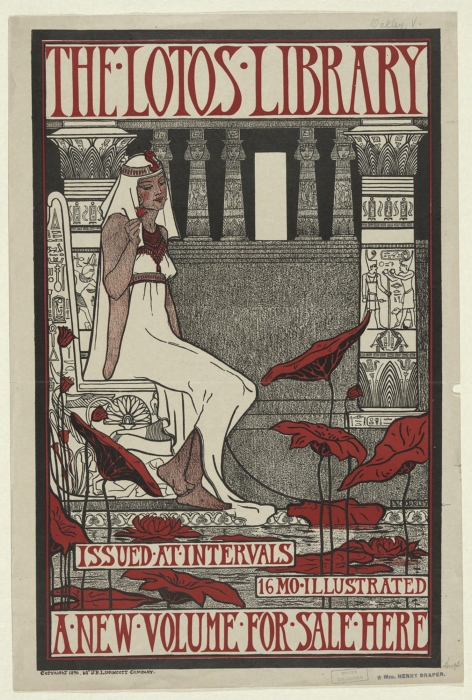
Violet Oakley, lithographie pour la bibliothèque Lotos (1896).
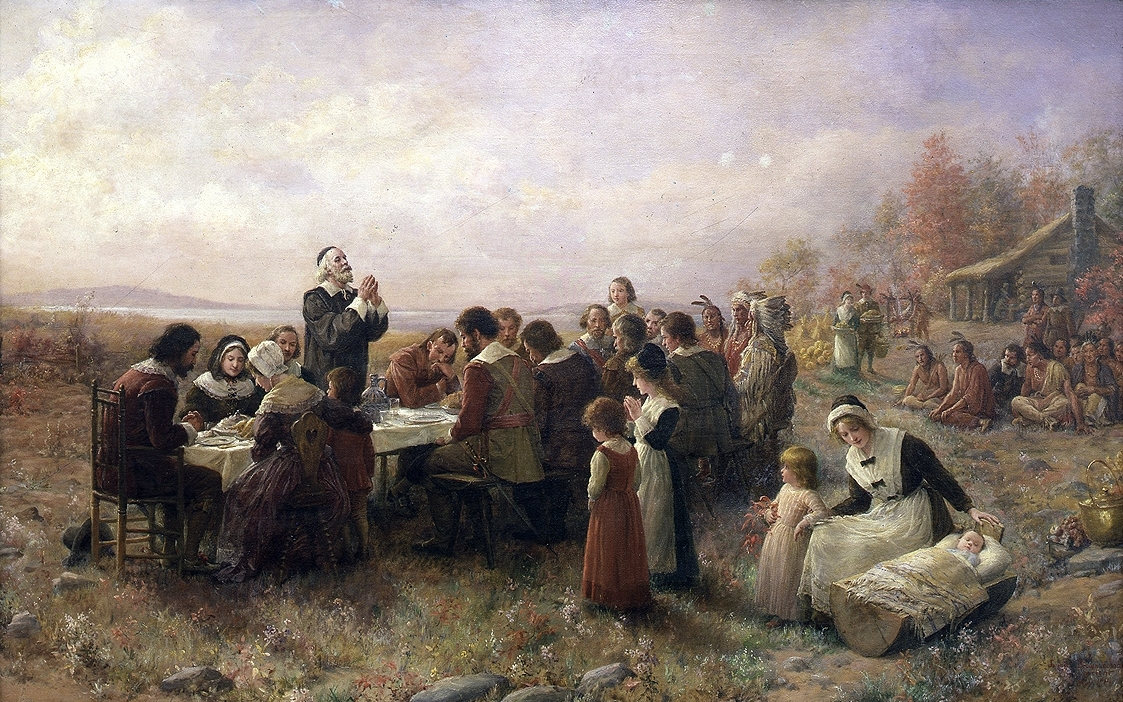
The First Thanksgiving at Plymouth, de Jennie Augusta Brownscombe (1914), Pilgrim Hall Museum, Plymouth, Massachusetts.
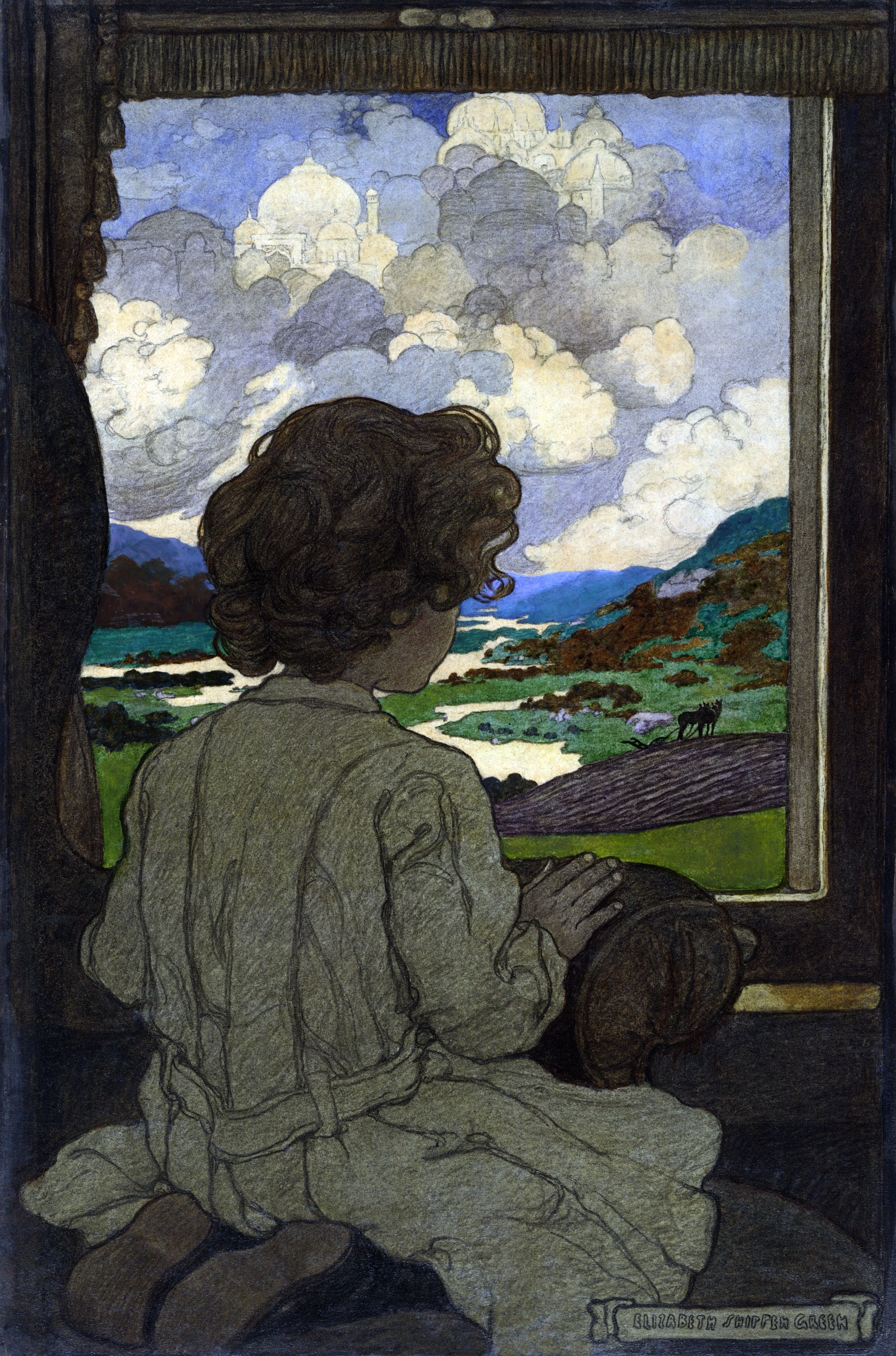
The Journey, d'Elizabeth Shippen Green, illustration pour l'ouvrage The Book of the Little Past de Josephine Preston Peabody (1908).
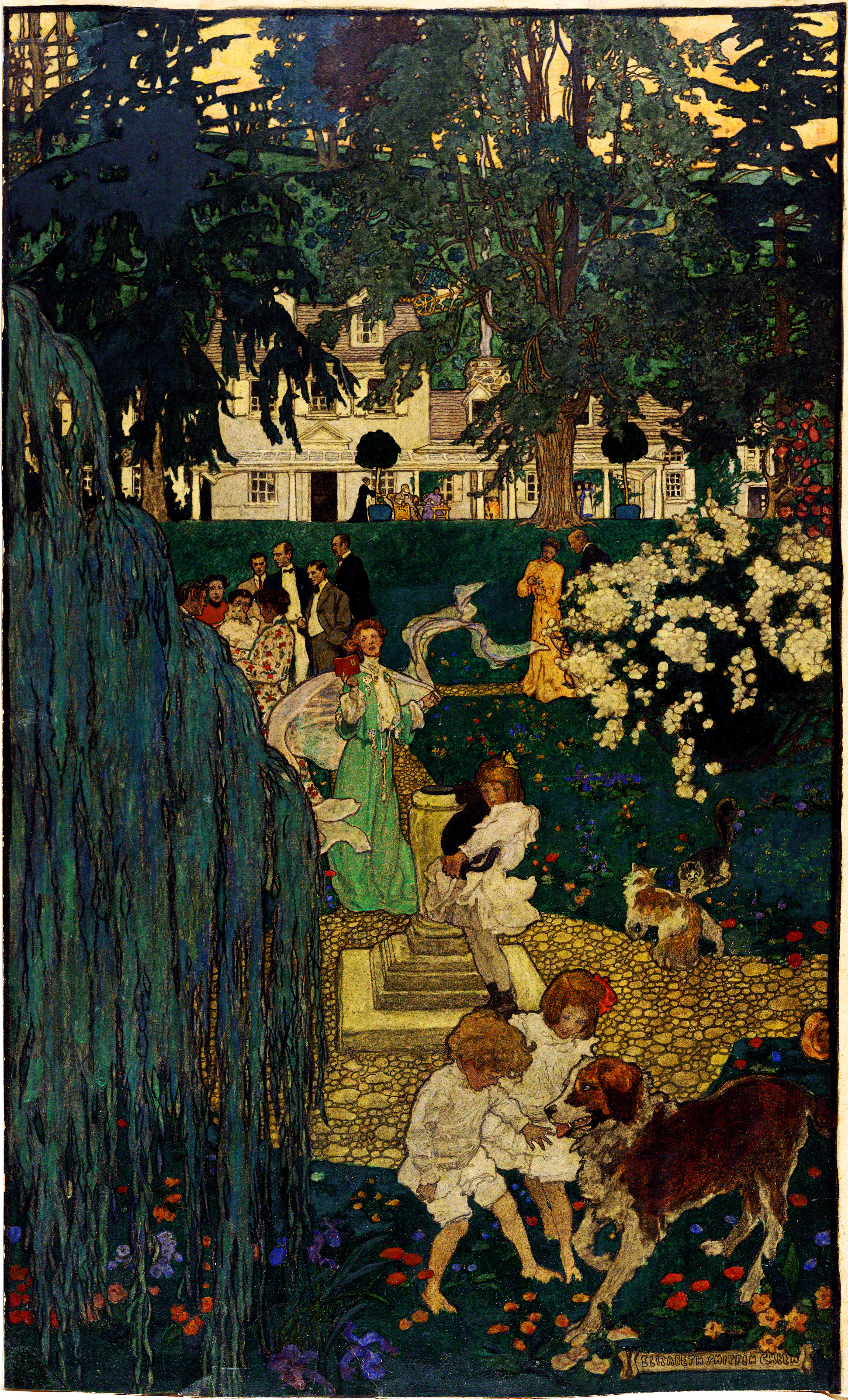
Life was made for love and cheer d'Elizabeth Shippen Green, représentant l'artiste elle-même entourée de Jessie Willcox Smith, Violet Oakley et d'autres amis (1904).
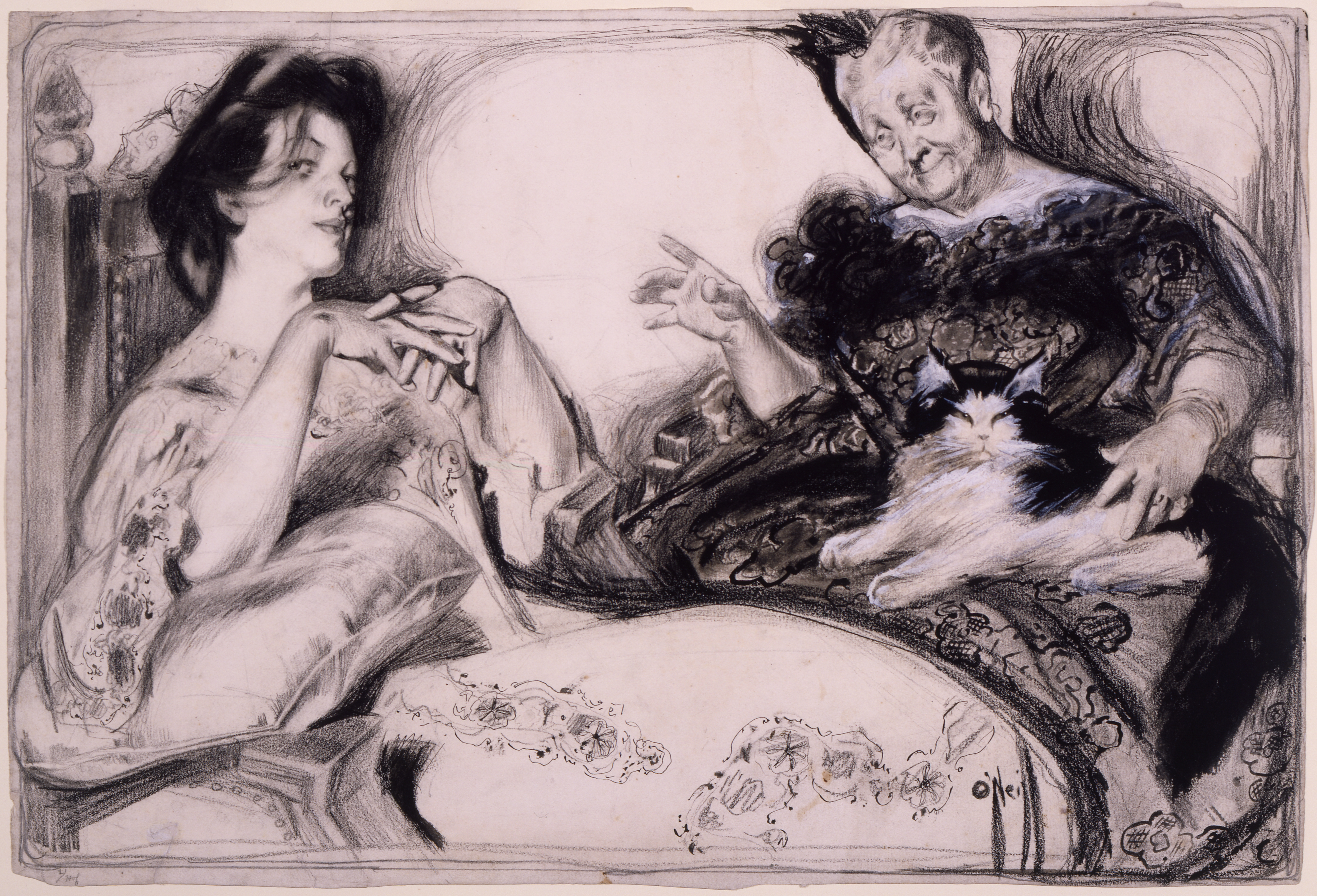
Signs de Rose O'Neill, vignette pour le magazine hebdomadaire satirique Puck (1904).
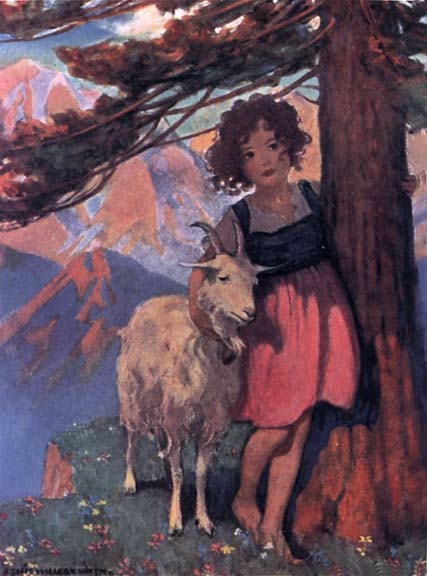
Couverture du roman Heidi par Jessie Wilcox Smith (1922).

## Citations
[...] La plus belle réussite de la New Woman a été la liberté personnelle. C'est le fondement de la civilisation, et tant qu'une classe est surveillée avec méfiance, même tendrement gardée, et protégée, tant que cette classe sera considérée comme faible individuellement, elle sera un danger collectif pour la communauté. Qui n'a pas déjà entendu des épouses félicitées pour avoir blanchi leurs maris, ou entendu des hommes plaisantés à propos de leurs femmes désespérément extravagantes ? Tant que les caprices et les intrigues sont considérés comme des vertus féminines, tant que l'homme est le seul salarié, distribuant des sommes d'argent ou dispersant abondamment, tant que les femmes seront dégradées, même si elles feront tout pour paraître socialement parfaitement satisfaites, les hommes seront disposés à travailler pour les garder dans l'oisiveté !
[...] Bien que les femmes de l'époque préhistorique aient accompli beaucoup de choses, elles ont été mises de côté en tant que classe pour servir le confort des hommes. Mais quand une fois le plus haut a été essayé, la civilisation répudie le plus bas. Les hommes en sont venus à constater qu'on ne peut avancer avec une demi-humanité mise à part en raison de son sexe, que les enfants sont tout à fait susceptibles d'hériter de leur mère, et devraient avoir la possibilité d'hériter de la capacité, de la culture et du caractère accumulés qui ne sont produits que par une activité intellectuelle. Le monde a essayé de se déplacer avec les hommes comme dynamos, et les femmes "accrochées" derrière pour ne pas nuire à chaque étape du progrès, dans les arts, la science ou l'industrie. Ils ont été sur sexués. Ils n'ont naturellement pas été impressionnés par leurs devoirs envers la société, par leurs innombrables besoins ou par leur propre valeur en tant qu'individus [...].
La New Woman dans ce sens constitue le meilleur de la femme, la fleur de toute la féminité des âges passés, venue pour rester si la civilisation doit durer. Les souffrances du passé l'ont fortifiée, la maternité l'a approfondie, l'éducation l'élargit, et elle sait maintenant qu'elle doit se perfectionner si elle veut perfectionner la race et laisser son empreinte sur l'immortalité, par sa progéniture ou ses œuvres.
The New Womanhood (La nouvelle féminité), Winnifred Harper Cooley, New York, 1904
Je déteste cette expression de New Woman. De toutes les expressions tordues, celle-ci me frappe de la manière la plus désagréable possible. Ces mots sous-entendent que cette volonté des femmes d'obtenir le droit de progresser dans l'éducation, les arts et les professions avec leurs semblables, soit une suite normale et naturelle de leur état dans la société. Cette expression dénature les luttes passées. Il n'y a rien de nouveau ou d'anormal chez ces femmes soudainement entendues. En utilisant ce terme, vous faites grand tort aux femmes sérieuses et progressistes considérées alors comme des extrémistes qui renient sans vergogne les obligations avec lesquelles la nature les a honorés.
The Joy of Life, Emma Wolf, 1896